# Ziegfeld Follies of 1916
The Ziegfeld Follies of 1916 è un musical statunitense, che debuttò a Broadway il 12 giugno 1916 al New Amsterdam Theatre. L'ultima replica fu tenuta il 16 settembre 1916. Parole di George V. Hobart e Gene Buck, musica di Louis A. Hirsch, Jerome Kern, Dave Stamper e Irving Berlin.

## Numeri dello spettacolo
Tra i numeri musicali, On the Banks of the Nile fu uno dei più spettacolari per le scenografie di Joseph Urban che davano l'impressione di una distesa desertica che si stendesse per miglia davanti a una Sfinge sullo sfondo.
L'attrice Ina Claire fece l'imitazione di Jane Cowl, Geraldine Farrar e Billie Burke nel numero Pictorial Palace. Nello stesso numero, Fannie Brice imitava Theda Bara.
Il più grande successo dello spettacolo si rivelò il numero di Ann Pennington che faceva il suo ingresso in un film. Per poi scendere tra il pubblico e presentarsi di persona sul palcoscenico, coinvolgendo quindi, insieme a Bernard Granville, il corpo di ballo e tutta la compagnia in una hula hawaiiana.

## Canzoni

### Atto 1
- (There's) Ragtime Is in the Air
- The Six Little Wives of the King
- I've Saved All My Lovin' for You
- If You Were the Only Girl (in the World) (music by Nat D. Ayer; lyrics by Clifford Grey)
- Somnambulistic Melody (Somnambulistic Tune) - numero di danza
- When the Lights Are Low (music by Jerome Kern)
- The Lee Family (music by Will Vodery; lyrics by Alex Rogers)
- I'm Gone Before I Go (music by Harry Carroll; lyrics by Ballard MacDonald)
- I Left Her on the Beach at Honolulu

### Atto II
- Ain't It Funny What a Difference Just a Few Drinks Make? (music by Jerome Kern)
- Good Bye, Dear Old Bachelor Days (Bachelor Days) - cantata da Bernard Granville
- I Want That Star (lyrics by George V. Hobart)
- Stop and Go
- Beautiful Island of Girls (from Gypsy Love) (music by Franz Lehár)
- I've Said Good Bye to Broadway
- The Dying Swan (music by Leo Edwards; lyrics by Blanche Merrill) - cantata da Fannie Brice
- The Hat (music by Leo Edwards; lyrics by Blanche Merrill) - cantata da Fannie Brice
- The Midnight Frolic Rag (Song)

## Il cast
La sera della prima, nel cast figurano i seguenti artisti:
- Don Barclay
- Helen Barnes
- Norman Blume
- Fanny Brice
- Ethel Callahan
- May Carmen
- Ina Claire
- Evelyn Conway
- Marion Davies
- Gladys Feldman
- William C. Fields
- Bernard Granville
- Helene Gunther
- Emma Haig
- Sam B. Hardy
- Flo Hart
- Clay Hill

- Justine Johnstone
- Grace Jones
- Allyn King
- Hazel Lewis
- Gladys Loftus
- Bird Millman
- May Paul
- Ann Pennington
- Tot Qualters
- Carl Randall
- William Rock
- Gertrude Scott
- Peter Swift
- Lilyan Tashman
- Frances White
- Arthur Whitman
- Bert Williams